# Omphalotukaia
Omphalotukaia is een geslacht van weekdieren uit de klasse van de Gastropoda (slakken).

## Soorten
- Omphalotukaia hajimeana (Yoshida, 1948)
- Omphalotukaia nobilis (Hirase, 1922)

### Synoniemen
- Omphalotukaia midwayensis Lan, 1990 => Calliotropis midwayensis (Lan, 1990)